# Gobnangou
Pour les articles homonymes, voir Gobnangou (homonymie).
Gobnangou est une des 47 provinces du Burkina Faso située dans la région de la Tapoa (région).

## Histoire
Le 2 juillet 2025, le gouvernement burkinabè a procédé à une réforme administrative. Dans le cadre de ce nouveau découpage territorial, la province de Gobnangou est intégrée à la région de la Tapoa,.
Le nom Gobnangou est un oronyme qui fait référence à une falaise occupant une partie importante de la province.

## Départements

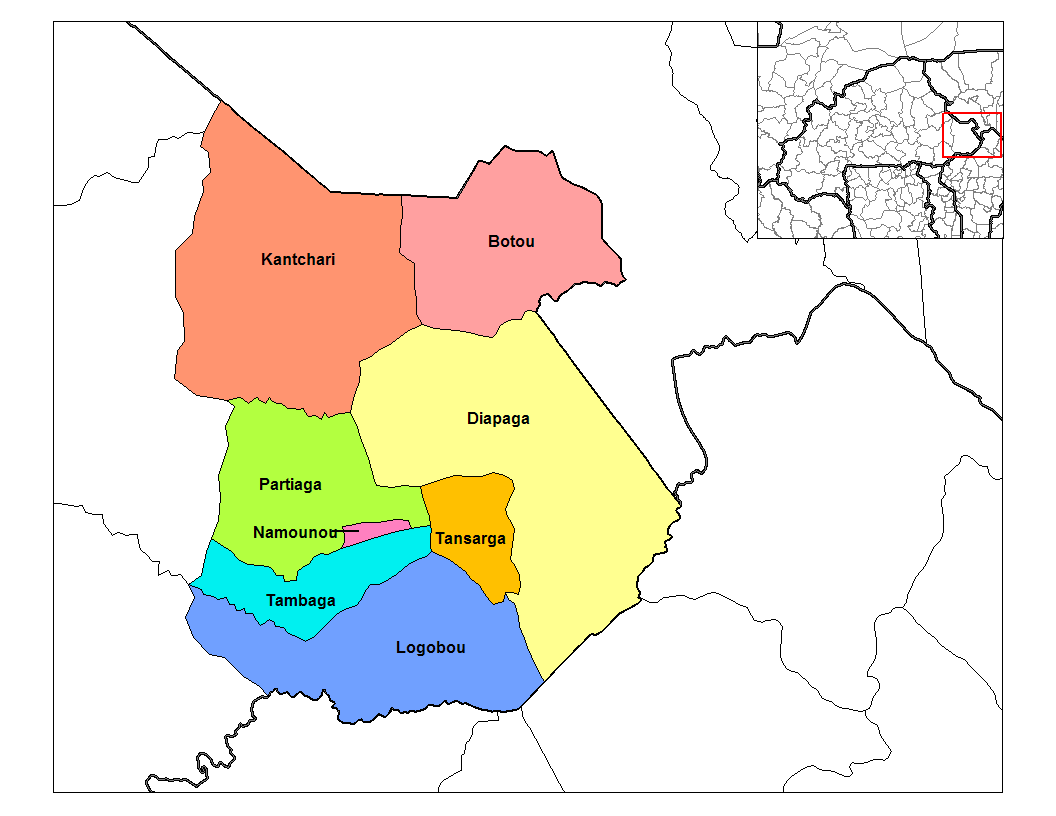
Départements de Tapoa.

La province de Gobnangou comprend 6 départements :
- Diapaga (département)
- Tansarga (département)
- Logobou (département)
- Namounou (département)
- Partiaga (département)
- Tambaga (département)

## Démographie
- Chef-lieu : Diapaga